# Горан Весић
Горан Весић (Крушевац 18. фебруар 1969) је српски правник, новинар, публициста, политичар и некадашњи спортски функционер, који је био на функцији министра грађевинарства, саобраћаја и инфраструктуре од 2022. до 2024. године. Члан је Председништва и Главног одбора Српске напредне странке и колумниста листа Политика.
Обављао је функције одборника Скупштине Градске општине Врачар, Скупштине града Београда, градског менаџера и заменика градоначелника Београда. Био је и раније биран за народног посланика, а обављао је дужност председника Административног одбора Народне скупштине Републике Србије, саветника савезног министра унутрашњих послова СР Југославије и министра одбране Србије и Црне Горе. Дуги низ година је био званичник Демократске странке, а био је и један од главних помоћника Зорану Ђинђићу када је он био председник странке.
Налазио се на дужностима члана председништва Кошаркашког савеза Београда, саветника председника Фудбалског клуба Црвена звезда и члана Управног одбора Привредне коморе Београда.

## Биографија

### Младост и образовање
Рођен је 18. фебруара 1969. године у Крушевцу, као син официра Југословенске народне армије. Због природе очевог посла, један период детињства је провео у Марибору. Основну школу је завршио у Краљеву, потом је завршио и краљевачку гимназију. Током школовања је био члан ансамбла аматерског позоришта 14. октобар у Краљеву од 1984. до 1988. године, а од наредне године је радио као новинар Ибарских новости и уредник омладинског програма на локалној радио станици.
Војни рок је служио 1988. и 1989. године при Ратном ваздухопловству и противваздушној одбрани и стекао је чин десетара. Најпре је био распоређен у Сомбору, затим у бази Лучко код Загреба, а потом је прекомандован у Команду РВ и ПВО у Земуну. За време војног рока је уређивао и војни ваздухопловни часопис Крила армије.
Студије на Правном факултету Универзитета у Београду уписао је 1988. године, а из времена студија познаје Александра Вучића. Од 1990. до 1994. године је био новинар листа Демократија, а од 1992. до 1993. године заменик главног и одговорног уредника листа Студент. Дипломирао је 30. јуна 1997. године.
Још као студент, укључио се у страначки живот у тек обновљеном вишепартијском систему, као члан Демократске странке. Учествовао је у првим опозиционим протестима које су предводили обновитељи ДС-а академик Борислав Пекић и Драгољуб Мићуновић. Био је стажиста Европске фондације Роберт Шуман у Европском парламенту 1999. године.

### Политичка каријера

#### Период у Демократској странци (1994—2013)
Од 1994. до 1997. године био је шеф кабинета председника Демократске странке Зорана Ђинђића. На локалним изборима 1996. године, изабран је за одборника Скупштине града Београда. У време када је Ђинђић био градоначелник Београда, од фебруара до септембра 1997. године, Весић се налазио на месту члана Извршног одбора Скупштине града Београда, председника Организационог одбора Београдског маратона 1997. године, али и председника Управног одбора ЈКП Градско зеленило (1997—1999). Као градски одборник, присуствовао је седници Скупштине града Београда за време НАТО агресије, која је одржана 21. априла 1999. године. Крајем маја, заједно са Зораном Ђинђићем одлази у Црну Гору, после добијених информација да им је угрожена безбедност у Београду.
Учествовао као саветник у свим изборним кампањама председника Владе Црне Горе Мила Ђукановића од 1997. до 2000. године, као и у изборној кампањи председнице Републике Српске Биљане Плавшић 1997. године.
На изборима 2000. године изабран је за народног посланик Народне скупштине Републике Србије, као кандидат на изборној листи Демократске опозиције Србије. Од 2001. до 2002. године, био председник Административног одбора Народне скупштине Републике Србије. Истовремено, до 2003. године је био саветник савезног министра унутрашњих послова СР Југославије и заменика председника Одбора за одбрану и безбедност Народне скупштине Републике Србије, а потом је био саветник министара одбране Државне заједнице Србија и Црна Гора од 2003. до 2004. године. Члан комисије за поделу војне имовине између Србије и Црне Горе после престанка постојања СР Југославије и настанка Државне заједнице Србија и Црна Гора био је у периоду од 2003. до 2004. године. Одборник Скупштине Градске општине Врачар био је од 2004. до 2008. године.
У ово време, био је члан Надзорног одбора Југословенског речног бродарства (2001-2005), председник Управног одбора ЈКП Градске пијаце (2000—2002) и председник Управног одбора ЈП Ада Циганлија (2002-2006).
Од 2002. до 2004. године је био потпредседник Кошаркашког клуба Црвена звезда, а од 2007. до 2008. године члан председништва Кошаркашког савеза Београда.
После 2004. године, активно учествовао у изборним кампањама у Словенији, Црној Гори, Бугарској и Северној Македонији. Од тада је радио као извршни директор неколико агенција за односе са јавношћу. Приредио је издање књиге Барака Обаме Смелост наде на српском језику, 2008. године.
Након избора 2012. године, Демократска странка је отишла у опозицију, а на власт је дошла Српска напредна странка. Весић се тада поново појавио у јавности, пошто су медији пренели да је написао Манифест нових демократа, као програмску основу коју предлаже Драгану Ђиласу, тадашњем градоначелнику Београда, који је био виђен да те године буде изабран за новог председника ДС. У манифесту је навео да се Демократска странка треба градити као странка левог центра, као и да му је Ђинђић рекао да, по ослобађању баласта Слободана Милошевића, може доћи до уједињења са Социјалистичком партијом Србије на програмским основама.
Крајем јануара 2013. године, Весић је саопштио да напушта Демократску странку, тврдећи да у њој влада двовлашће, те да она нема ни програм ни визију. У изјави коју је медијима дао тим поводом, рекао је да се може лако да се ДС подели на неколико странака, наводећи да тим путем могу поћи Душан Петровић, Вук Јеремић и Зоран Живковић, што се касније и догодило.

#### Градски менаџер Београда (2014—2018)
Пошто је 24. септембра 2013. године у Скупштини града Београда, Драган Ђилас разрешен дужности градоначелника Београда, формиран је Привремени орган града Београда, новембра исте године. За председника Привременог органа именован је Синиша Мали, а Весић је именован за секретара Привременог органа.
На локалним изборима 16. марта 2014. године, изабран је за одборника Скупштине града Београда на листи Српске напредне странке. За градоначелника Београда тада је изабран Синиша Мали, док је Горан Весић именован 29. априла 2014. године за градског менаџера и помоћника градоначелника.

#### Заменик градоначелника Београда (2018—2022)
У мају 2016. године, Скупштина Српске напредне странке изабрала га је за члана Главног одбора СНС. Новембра 2017. године, Весић је изабран за члана Председништва Српске напредне странке.
На локалним изборима 2018. године, поново је изабран за одборника Скупштине града Београда као кандидат Српске напредне странке. Скупштина града Београда је 7. јуна 2018. године изабрала Зорана Радојичића за градоначелника, док је Весић именован за заменика градоначелника. Весић је био изузетно активан на овој функцији, због чега је често био на мети критика да се фактички преузео функцију градоначелника.
За време свог мандата, Весић је открио споменик деспоту Стефану Лазаревићу, Матији Бану, Александру Дероку, Милутину Миланковићу, војводи Петру Николајевићу Молеру, Николају Краснову, краљици Марији Карађорђевић, патријарху Павлу, Слепом гуслару и многим другима. На Игуманову палату на Теразијама враћена је обновљена скулптура Лојзе Долинара која приказује Симу Андрејевића Игуманова са сирочићима, а извршене су и реконструкције споменика Победник и споменика кнезу Михаилу Обреновићу. Покренуте су и иницијативе за подизање споменика Бранку Пешићу и Милошу Црњанском.

#### Министар грађевинарства, саобраћаја и инфраструктуре (2022—2024)
На општим изборима 2022. године, Весић је изабран за народног посланика Народне скупштине Републике Србије и одборника Скупштине града Београда. Убрзо је поднео оставку на месту одборника и остао народни посланик до 26. октобра када је изабран за министра грађевинарства, саобраћаја и инфраструктуре. Након избора 2023. Весић је поново изабран за министра.
У јулу 2024. Весић је тестиран позитиван на коронавирус. Весић је стављен на кућно лечење, а дужности министра наставио је да обавља од куће.

##### Оставка
На дан урушавања надстрешнице Железничке станице Нови Сад, 1. новембра 2024. године, Весић се налазио у службеној посети Црној Гори коју је одмах прекинуо по сазнању да се догодила несрећа и дошао у Нови Сад. Услед великог притиска дела јавности, Весић је 4. новембра поднео оставку на позицију министра за грађевинарство, саобраћај и инфраструктуру, истичући да је то одлука „из моралних разлога”, као и да није одговоран за несрећу.

##### Хапшење
Дана 21. новембра 2024. године у медијима је објављено да је Весић ухапшен због урушавања железничке станице у Новом Саду. Он се суочава са оптужбом за изазивање јавне опасности, кривично дело за које је запрећена казна затвора до 12 година. На својој Фејсбук страници и твитер налогу Весић је негирао вест да је ухапшен: "Нисам ухапшен, добровољно сам се одазвао позиву полицијских службеника са којима сам дошао у Нови Сад и ставио се на располагање истражним органима како би до краја биле истражене све околности које су довеле до несреће у Новом Саду. Увек ћу, као и до сада, бити на располагању надлежним органима и доказаћу да не сносим кривичну одговорност за ове трагичне догађаје". Више Јавно Тужилаштво у Новом Саду одредио је Весићу притвор до 30 дана, због чега је Весић, почео штрајк глађу.

### Приређивања
- Барак Обама, Смелост наде, 2008. (издање на српском језику);

### Књиге
- Књига о Београду: 1. део, Прометеј, Нови Сад 2019;
- Водич за политичку комуникацију са бирачима, Фондација „За српски народ и државу”, 2021;
- Књига о Београду: 2. део, Прометеј, Нови Сад 2022.
- Дигитални политички маркетинг, коаутор Миха Марич, Pearson, 20224;

## Награде и признања
- Светосавска награда (2019)